# Tour di Sarah Toscano
Questa pagina contiene tutti i tour musicali sostenuti dalla cantautrice italiana Sarah Toscano nel corso della sua carriera.

## Sarah Live Summer 2024
Il Sarah Live Summer 2024 è il primo tour musicale della cantautrice italiana Sarah Toscano, a supporto del suo secondo EP Sarah.

### Date del tour
| Data           | Città                   | Stato  | Luogo                                      |
| -------------- | ----------------------- | ------ | ------------------------------------------ |
| 15 giugno 2024 | Roma                    | Italia | Rock Me Pride (Ippodromo delle Capannelle) |
| 4 luglio 2024  | Napoli                  | Italia | Noisy Naples (Arena Flegrea)               |
| 16 luglio 2024 | Rho (MI)                | Italia | Fiera Milano Live (Cargo 1)                |
| 24 luglio 2024 | Atri (TE)               | Italia | Atrincontra                                |
| 17 agosto 2024 | Olbia (SS)              | Italia | Red Valley Festival (Olbia Arena)          |
| 28 agosto 2024 | Monterosso al Mare (SP) | Italia | Molo dei Pescatori                         |

## Sarah Toscano Summer tour 2025
Il Sarah Toscano Summer tour 2025 è il secondo tour musicale della cantautrice italiana Sarah Toscano.

### Scaletta
1. Taki
2. Roulette
3. Mappamondo
4. L'ultima volta
5. Touché
6. Viole e violini
7. Perfect
8. Voilà (cover di Barbara Pravi)
9. Tacchi (fra le dita) (acustico)
10. Amarcord (acustico)
11. Overdrive / Be Mine (cover degli Ofenbach)
12. Tacchi (fra le dita)
13. Amarcord
14. Sexy magica
15. Taki

### Date del tour
| Data              | Città                    | Stato  | Luogo                                                 |
| ----------------- | ------------------------ | ------ | ----------------------------------------------------- |
| 6 giugno 2025     | Bologna                  | Italia | We Make Future                                        |
| 5 luglio 2025     | Stintino (SS)            | Italia | Piazza dei 45                                         |
| 9 luglio 2025     | Ascoli Piceno            | Italia | Piazza del Popolo                                     |
| 16 luglio 2025    | Caria di Drapia (VV)     | Italia | Piazza Mazzitelli                                     |
| 26 luglio 2025    | Massa (MS)               | Italia | Piazza Aranci                                         |
| 28 luglio 2025    | Arconate (MI)            | Italia | Piazza Libertà                                        |
| 29 luglio 2025    | Vallo della Lucania (SA) | Italia | Piazza Vittorio Emanuele II                           |
| 31 luglio 2025    | Mondovì (CN)             | Italia | Mov Summer Festival (Piazza Centrale del Mondovicino) |
| 3 agosto 2025     | Augusta (SR)             | Italia | Piazza Castello                                       |
| 6 agosto 2025     | Domusnovas (CA)          | Italia | Parco Scarzella                                       |
| 8 agosto 2025     | Sinagra (ME)             | Italia | Lungofiume U. Corica                                  |
| 10 agosto 2025    | San Marco Argentano (CS) | Italia | Piazzale Stazione                                     |
| 11 agosto 2025    | Rapallo (GE)             | Italia | Villa Tigullio                                        |
| 12 agosto 2025    | Riccione (RN)            | Italia | Aquafan                                               |
| 13 agosto 2025    | Olbia (SS)               | Italia | Red Valley Festival (Olbia Arena)                     |
| 22 agosto 2025    | Cortemilia (CN)          | Italia | Parco della Pieve                                     |
| 23 agosto 2025    | Sanremo (IM)             | Italia | Pian di Nave                                          |
| 25 agosto 2025    | Cinquefrondi (RC)        | Italia | Piazza della Repubblica                               |
| 30 agosto 2025    | Cupello (CH)             | Italia | Piazza Garibaldi                                      |
| 4 settembre 2025  | Rieti                    | Italia | Piazza Mazzini                                        |
| 5 settembre 2025  | Imola (BO)               | Italia | Piazza Matteotti                                      |
| 7 settembre 2025  | Borgaretto (TO)          | Italia | Piazza Pertini                                        |
| 14 settembre 2025 | Carate Brianza (MB)      | Italia | Pala BCC Carate e Treviglio                           |
| 20 settembre 2025 | Castelguelfo (BO)        | Italia | Castel Guelfo The Style Outlets                       |

## Altre esibizioni

### Sarah Toscano Live 2025
Il Sarah Toscano Live 2025 sono due concerti live della cantautrice italiana Sarah Toscano che si svolgeranno, rispettivamente, il 18 ottobre a Milano e il 25 ottobre 2025 a Roma, che hanno entrambe registrato sold out.

#### Date dei concerti
| Data            | Città  | Stato  | Luogo              |
| --------------- | ------ | ------ | ------------------ |
| 18 ottobre 2025 | Milano | Italia | Magazzini Generali |
| 25 ottobre 2025 | Roma   | Italia | Largo Venue        |